# Onze-Lieve-Vrouw-Geboortekerk (Lebbeke)
De Onze-Lieve-Vrouw-Geboortekerk is een kerk in de Oost-Vlaamse gemeente Lebbeke gelegen aan de Grote Plaats. De kerk is opgedragen aan Onze-Lieve-Vrouw-Geboorte.

## Bouwgeschiedenis
Volgens een legende zou in 1108 door een groep rijke boerenfamilies (de "twaalf geslachten") in de dorpskern van Lebbeke een eerste bedehuis zijn opgericht, maar zeker in 988 -en waarschijnlijk eeuwen eerder- was er al sprake van een kerkgebouw. Arnold van Beughem, een Lebbekenaar en groot geheimschrijver van hertog Karel de Stoute liet het in 1470 op zijn kosten uitbreiden tot een kerk in de vorm van een Latijns kruis. Hiervan bleef enkel het gotisch koorgedeelte bewaard.
De Sint-Annakapel aan het noordertransept kreeg vorm in 1562. De vieringtoren van 1651 begaf het in 1662 maar was al in 1663 heropgebouwd.
Tussen 1712 en 1718 kreeg de kerk een barokke westgevel met drie harmonische topgevels ontworpen door Rombout Rommens uit Destelbergen. Het middenschip werd aangepast in 1776.
Sinds 1942 is de kerk een beschermd monument. In 2004 werden de gevels volledig gerenoveerd.

## Mariadevotie
Deze kerk is hoogstwaarschijnlijk het oudste bedevaartsoord in het bisdom Gent en het belangrijkste landelijke in de middeleeuwen. Rond 1900 was de toeloop van pelgrims zo groot dat men extra treinen moest inleggen. Een Mariaprocessie trekt sinds 1871 jaarlijks door de Lebbeekse straten op hemelvaartsdag. Het genadebeeld van Onze-Lieve-Vrouw van Lebbeke wordt meegedragen.

## Galerij

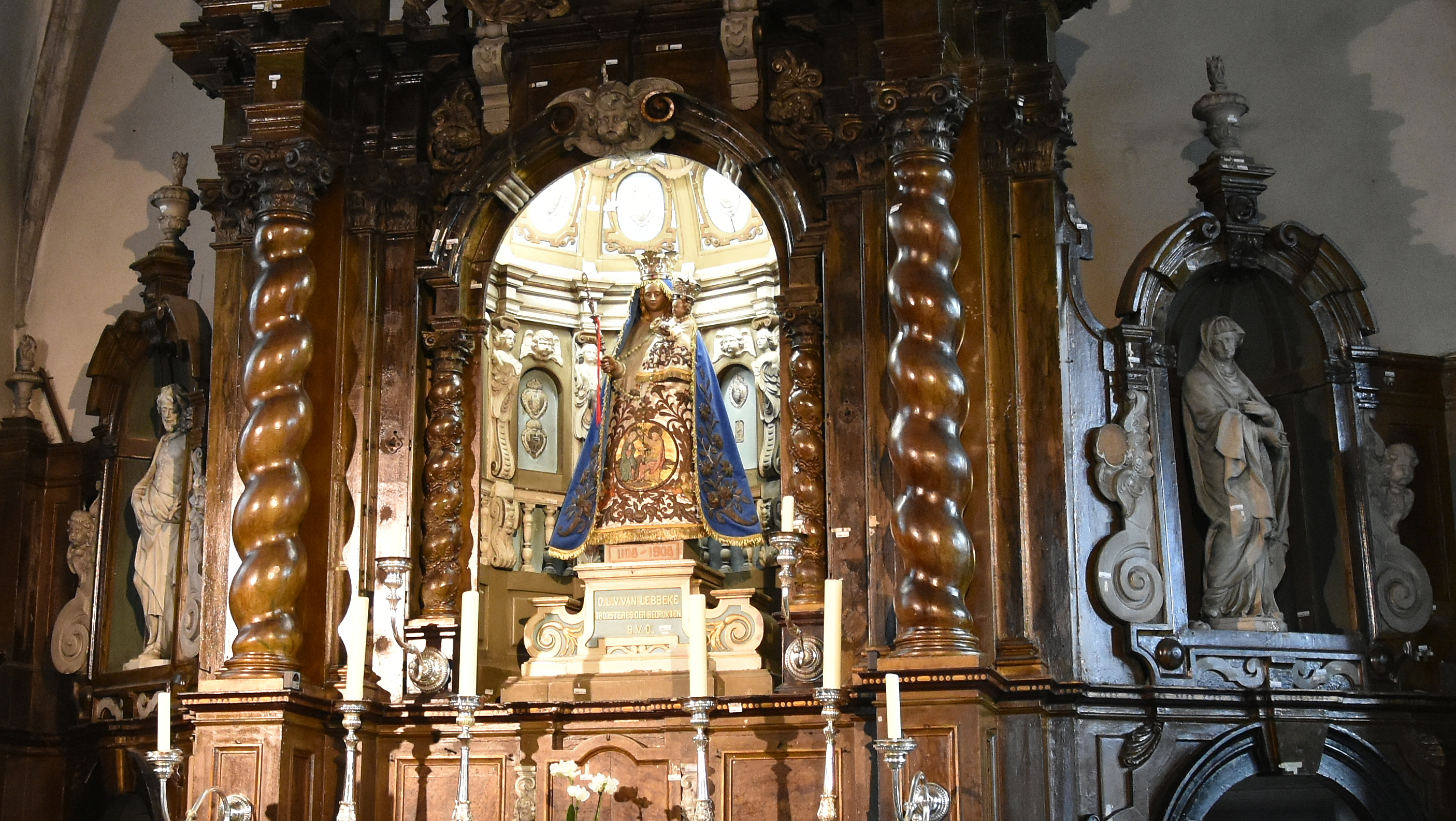
Het genadebeeld van Onze-Lieve-Vrouw van Lebbeke
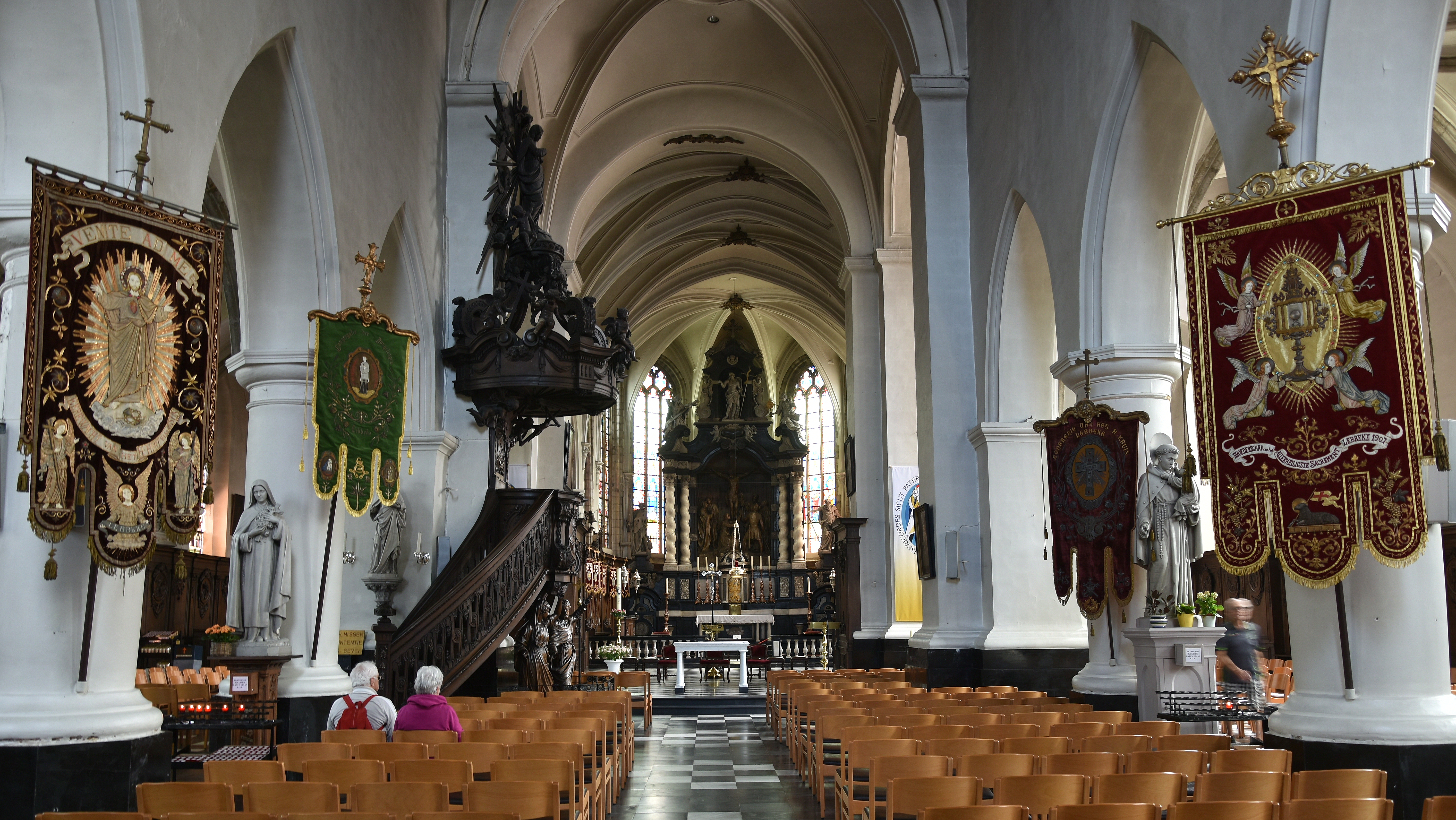
Interieur van de kerk
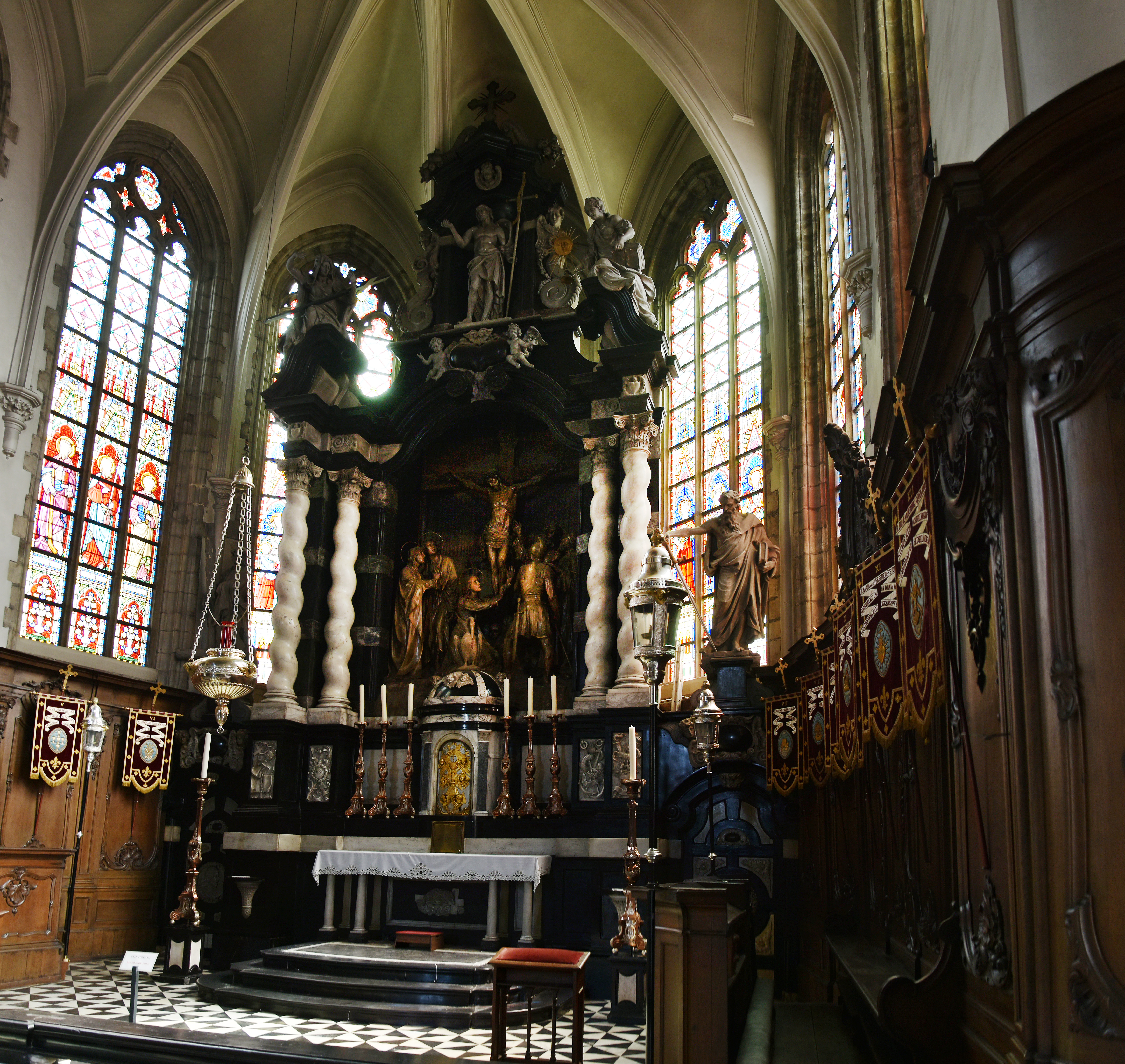
Het priesterkoor van de kerk
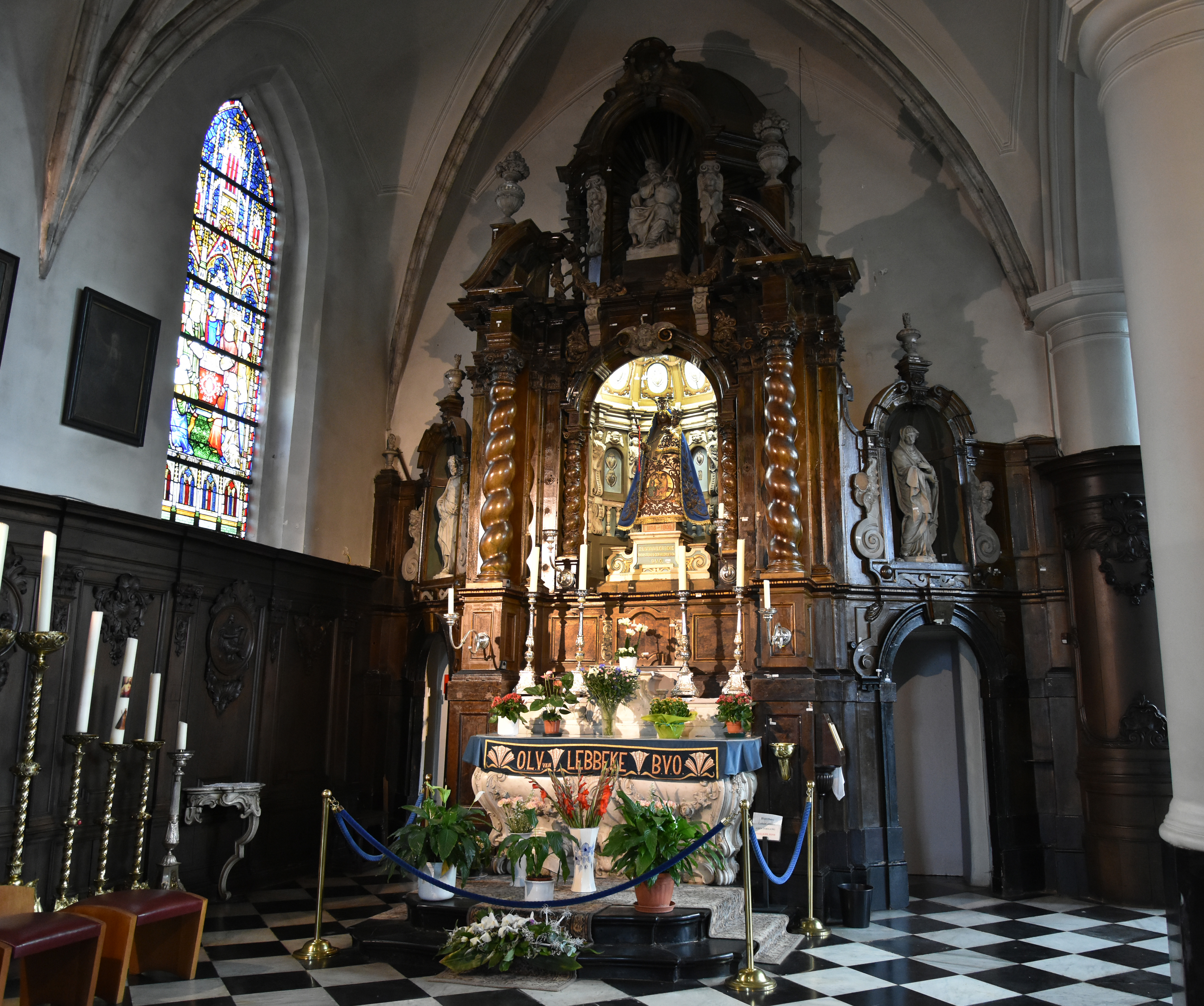
Het genadebeeld van Onze-Lieve-Vrouw van Lebbeke in het noordelijk transept